# Carl Ferdinand Triest
Carl Ferdinand Triest (* 1797 oder 1798 in Stettin; † 15. August 1889 ebenda) war ein deutscher Verwaltungsbeamter und Parlamentarier.

## Leben
Triest war ein Sohn des Stettiner Pastors Johann Carl Friedrich Triest (1764–1810). Er diente in den Jahren 1815 und 1816 als Einjährig-Freiwilliger und war in den Befreiungskriegen 1815 noch im Kriegseinsatz. Anschließend studierte er Rechtswissenschaften an der Friedrich-Wilhelms-Universität Berlin. 1817/18 wurde er Mitglied des Corps Pomerania Berlin. 1820 bestand er das Referendarexamen, absolvierte das Referendariat bei der Regierung in Stettin und wurde dort nach bestandenem Regierungsassessor-Examen 1824 als Regierungsassessor übernommen.
1835 wurde Triest zum Regierungsrat befördert und zum Mitglied der Regulierungskommission für die Provinz Pommern ernannt. 1844 wurde er Oberregierungsrat und Abteilungsdirigent der für direkte Steuern, Domänen und Forsten zuständigen Abteilung III der Regierung in Magdeburg. 1850 wurde er wieder zur Regierung in Stettin versetzt und zum Direktor der Rentenbank für die Provinz Pommern ernannt. 1857 unterstand ihm in Stettin als Abteilungsdirigent auch die Abteilung III. Als Abteilungsdirigent wurde er 1880 zur Disposition gestellt und 1881 endgültig seines Amtes entbunden. Direktor der Rentenbank blieb er bis 1886.
Er war Mitglied und seit 1884 Ehrenmitglied der Gesellschaft für pommersche Geschichte, Altertumskunde und Kunst.

## Parlamentarier
Triest war in der ersten Wahlperiode von 1849 bis 1850 Mitglied der Ersten Kammer des Preußischen Landtags als Abgeordneter für den Wahlbezirk Stadt- und Landkreis Magdeburg, Landkreise Jerichow I und Jerichow II.
1850 war er Mitglied des Volkshauses der Erfurter Unionsparlaments als preußischer Abgeordneter der Landkreise Jerichow I und Jerichow II, Provinz Sachsen.

## Auszeichnungen
- Kriegsdenkmünze für 1813/15 (Preußen), 1815
- 1837 Namensgeber für das Ostseebad Karlshagen auf Usedom
- Roter Adlerorden 4. Klasse, 1850
- Roter Adlerorden 3. Klasse mit der Schleife, 1853
- Roter Adlerorden 2. Klasse mit Eichenlaub, 1870
- Königlicher Kronen-Orden (Preußen) 2. Klasse mit der Zahl 60 (zum 60-jährigen Dienstjubiläum), 1880